# أوتو بلومنتال
أوتو بلومنتال (بالألمانية: Otto Blumenthal)‏ هو رياضياتي ألماني، ولد في 20 يوليو 1876 في فرانكفورت في ألمانيا، وتوفي في 13 نوفمبر 1944 في معسكر تريزنشتات في التشيك.